# Universal Robots
Universal Robots est un fabricant danois de bras robotisés collaboratifs industriels (ou cobots), dont le siège est basé à Odense, au Danemark. Son chiffre d'affaires en 2018 s'est élevé à 234 millions USD. L'entreprise compte plus de 680 employés (décembre 2019)[réf. souhaitée] et dispose d'un réseau de plus de 1 100 partenaires dans le monde,.

## Histoire
Universal Robots a été créée en 2005 par trois ingénieurs : Esben Østergaard, Kasper Støy et Kristian Kassow,. Au cours de leurs recherches communes menées pour l'université Syddansk Universitet d'Odense, ils sont arrivés à la conclusion que le marché de la robotique était dominé par des robots industriels lourds, coûteux et peu maniables. Ils ont décidé de concevoir une technologie permettant de créer des robots accessibles pour les petites et moyennes entreprises. En 2008, les premiers cobots UR5 commercialement viables, étaient lancés sur les marchés danois et allemand. C'est en 2012 que le deuxième cobot, UR10, a vu le jour. Lors d'Automatica 2014 à Munich, la société présente une version totalement novatrice de ses cobots. Un an plus tard, au printemps 2015, le cobot de table petit et compact UR3 voyait le jour. Lors d'Automatica 2018 à Munich, une nouvelle génération de cobots Universal Robots appelée « e-Series » a été lancée,[réf. souhaitée]. En septembre 2019, la société a lancé UR16e un cobot adapté aux tâches à charge utile élevée, telles que la manutention de matériaux lourds, l'entretien de machines lourdes, l'emballage et la palettisation.
Universal Robots a été acheté en 2015 par Teradyne pour un montant de 285 millions de dollars[réf. souhaitée].

## Produits
La gamme de produits se compose de deux lignes de cobots : les modèles classiques UR3, UR5 et UR10 et les modèles de la gamme e-Series UR3e, UR5e, UR10e et UR16e.
Les robots collaboratifs (cobots) d'Universal Robots ont été pensés pour travailler aux côtés des humains sans cage de sécurité, sur la base des résultats d'une évaluation des risques obligatoire.
La gamme « e-Series » intègre des capteurs d’efforts ainsi que 17 fonctions de sécurité configurables, parmi lesquelles la possibilité de personnaliser le temps et la distance d’arrêt. Toutes les fonctions de sécurité sont certifiées PL d (EN ISO 13849: 2008) et certifiées par le TÜV NORD.
Les cobots d'Universal Robots s'imposent progressivement dans tous types d'entreprises[réf. souhaitée] même les plus petites dans de nombreux secteurs d'activité : l'automobile, l'aéronautique, le métal et l'usinage, l'électronique, les produits pharmaceutiques et l'industrie manufacturière.